# 上海海港足球倶楽部
上海海港足球倶楽部（漢音読み：シャンハイ-かいこう-そっきゅうくらぶ、 上海海港足球俱乐部）は、中華人民共和国の上海市をホームタウンとする、中国プロサッカーリーグ（中国超級）に加盟するプロサッカークラブ。

## 概要
地元の伝統的監督である徐根宝によって2005年に上海東亜足球倶楽部として創設された上海の新興クラブ。ホームタウンは上海市である。現在のホームスタジアムは上海市の浦東足球場（収容人員は37,000人）。現在は中国超級リーグに所属し、同リーグにおいて2018年に広州の8連覇を阻止し、初めてリーグ優勝を達成したクラブである。獲得タイトルは、中国超級リーグを2回、中国甲級リーグを1回、中国乙級リーグを1回、中国FAスーパーカップを1回制している。組織的な若手育成に重点を置き、「中国のマンチェスター・ユナイテッド」になることを目指してきた。しかし、巨額資金を投じた広州の成功の影響を受け、2015年に上海国際港務集団が経営を引き継いで上海東亜から上海上港へと名称を変更し、ビッグネームを買い集め始め、中国超級リーグやAFCチャンピオンズリーグ（ACL）を席巻するなど、広州FCに次いで急速にビッグクラブとしての地位を高めつつある。

## 歴史

### 2005年 クラブ創設
2005年
12月25日 - 上海東亜集団有限公司が上海根宝足球倶楽部基地有限公司と共同出資する形で上海東亜足球倶楽部（上海东亚足球俱乐部）を創立。選手は徐根宝が指導していた育成組織、および上海根宝足球倶楽部基地に所属していた選手で構成された。

### 2006年-2007年（乙級）
2006年
乙級リーグに初参加。初年度の成績は南区7位。
2007年
乙級リーグで優勝、甲級リーグへの昇格を決める。

### 2008年-2012年（甲級）
2008年
ホームスタジアムを上海で2番目に大きい金山区にある金山体育中心に変更。
2009年
無錫中邦が上海に再びホームタウンを戻すのにともない、ホームスタジアムを上海最大のスタジアムである上海体育場に移転。
2010年
上海市体育局が仲介役となり、乙級リーグに所属する上海浦東中邦は上海東亜に優先的に優秀な選手を移籍させるという戦略的な協力を行うことを決定。超級リーグ昇格を目指すことを宣言する が、4位に終わりあと一歩で昇格を逃す。
2011年
前年に引き続き昇格を目指した が9位に終わる。12月31日、3年3000万元で命名権が売却に出され、上海東亜足球倶楽部上海特莱士隊と名称が変更になった。
2012年
9月29日、哈爾濱毅騰に勝利して2位以内を確定させ、来季のスーパーリーグ昇格を決める。12月28日、上海国際港務集団（上海上港集団）とスポンサー契約を結び、2013年よりクラブ名称が上海東亜足球倶楽部上海上港集団足球隊と変更になる。

### 2013年-（超級）
2013年
昇格初年度のシーズンの超級リーグ戦では10勝7分13敗38得点35失点の勝点37の9位で終えた。
2014年
11月、2015シーズンより上海上港集団足球俱楽部と名称が変更になることが正式に発表された。
2015年

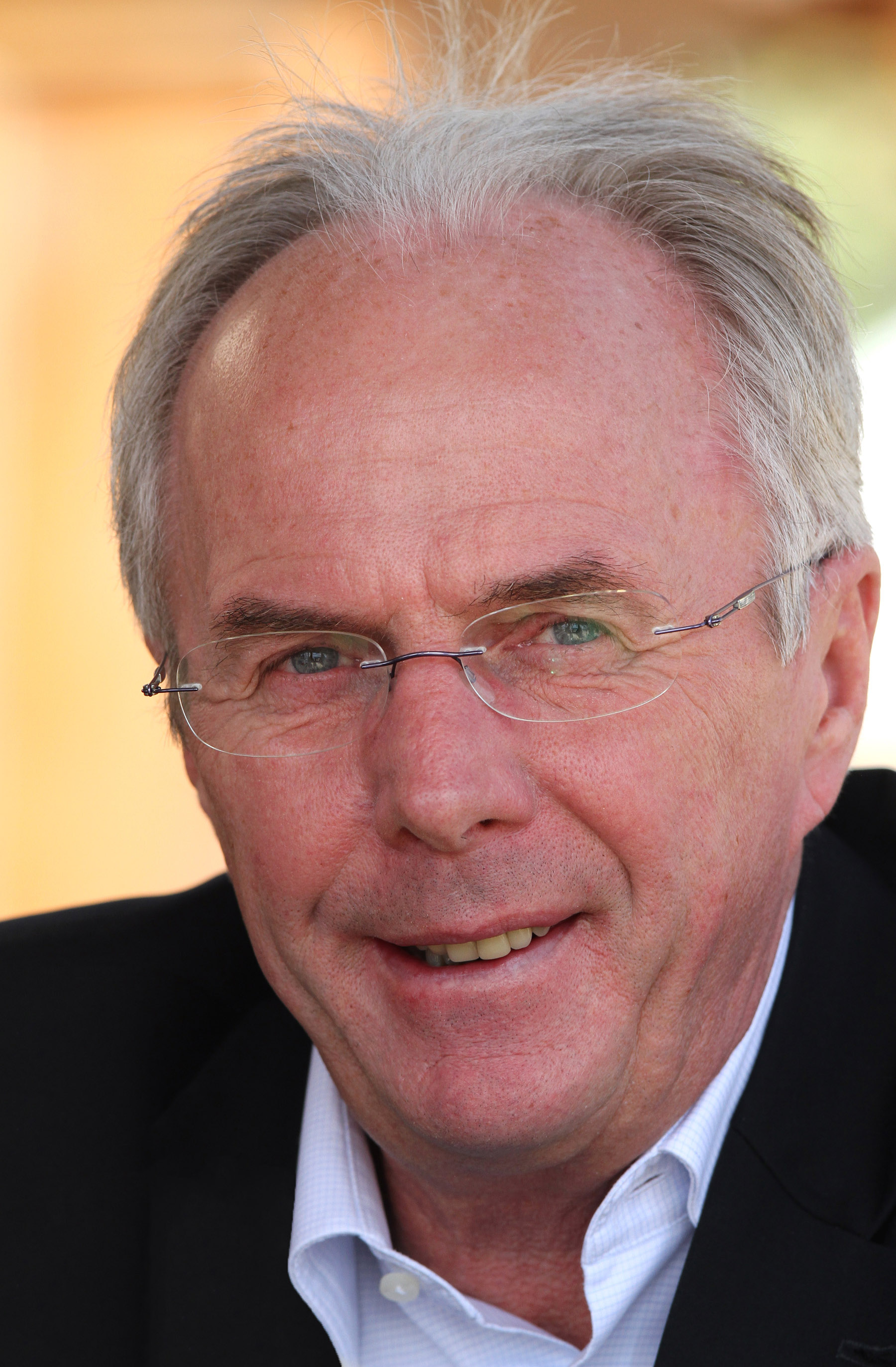
スヴェン＝ゴラン・エリクソン

2014年11月18日に2015シーズンより元イングランド代表監督のスヴェン＝ゴラン・エリクソン氏の監督就任を発表した。補強面ではフルミネンセからダリオ・コンカを完全移籍で獲得。シーズン途中の夏の移籍期間でガーナ代表のFWアサモア・ギャンを2000万ユーロの移籍金、週30万ドルの給与を提示して獲得した。超級リーグ戦はシーズンの大半を首位で過ごしていたが、最終的には優勝した広州恒大に2ポイント及ばなかった。それでも19勝8分3敗63得点35失点の勝点65の2位、クラブの過去最高の成績を残した。AFCチャンピオンズリーグ2015のプレーオフの出場権を獲得した。
2016年
スヴェン＝ゴラン・エリクソン体制2年目のシーズン。補強面では広州恒大からエウケソンを移籍金1700万ユーロから2000万ユーロ、年俸は600万ユーロで獲得。AFCチャンピオンズリーグ2016の本戦をかけてプレーオフラウンドから出場。2月9日、プレーオフラウンドをホームでムアントン・ユナイテッド（タイ）と戦い3-0で勝利し、初の本戦出場を果たした。AFCチャンピオンズリーグ2016でACL初出場すると予選でメルボルン・ビクトリー（オーストラリア）、ガンバ大阪（日本）、水原三星ブルーウィングス（韓国）と対戦し、グループGを4勝2敗で首位通過して決勝トーナメントに進出した。ACL2016のラウンド16でFC東京（日本）と対戦した。アウェイの第1戦は1-2で敗れたがホームの第2戦を1-0で勝利し、二試合合計スコア2-2のアウェーゴール差で準々決勝に進出した。シーズン途中の夏の移籍期間でブラジル代表のFWフッキを5600万ユーロの移籍金で獲得した。ACL2016の準々決勝で全北現代モータース（韓国）と対戦するものの、0-5でベスト8敗退。10月30日にシーズンを終え、宿敵上海申花を上回り3位でフィニッシュしたものの、11月5日にスヴェン＝ゴラン・エリクソンの退任が発表された。
2017年

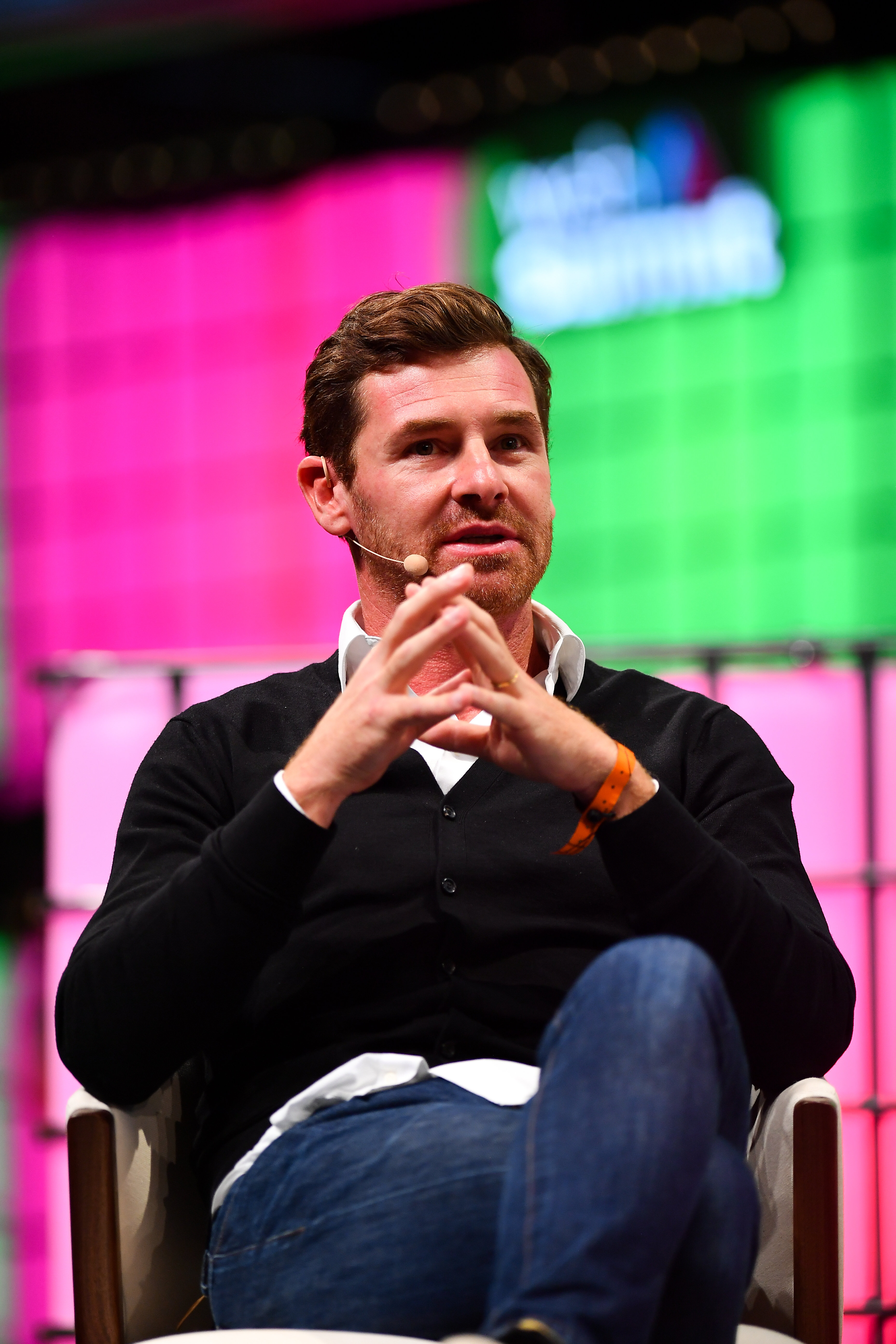
アンドレ・ビラス・ボアス

2017シーズンに向けエリクソン退任の2日後、アンドレ・ビラス・ボアスの監督就任が発表された。2016年12月22日にチェルシーからおよそ6000万ユーロの移籍金でブラジル代表のMFオスカルを、同年12月30日にFCクラスノダールからウズベキスタン代表のMFオディル・アフメドフを、それぞれ獲得した。また、1月25日にはレイションイスSCからU-23中国代表のFW韋世豪をレンタルで、2月15日にはフリーになっていたポルトガル代表のDFリカルド・カルバーリョを獲得する など、前年に続く大型補強を敢行した一方で、コンカがCRフラメンゴへのレンタル移籍のため退団した。AFCチャンピオンズリーグ2017の本戦をかけて2年連続プレーオフラウンドから出場。2月7日、プレーオフラウンドをホームでスコータイ（タイ）と戦い3-0で勝利し、本戦出場を果たした。2年連続の2回目の出場となったAFCチャンピオンズリーグ2017のグループリーグで浦和レッズ（日本）、FCソウル（韓国）、ウェスタン・シドニー（オーストラリア）と対戦し、グループFを4勝2敗で2位通過して決勝トーナメントに進出した。2年連続でグループリーグ突破を決めた。ラウンド16で同国の江蘇蘇寧と対戦した。ホームの第1戦を2-1で勝利し、アウェイの第2戦も3-2で勝利し2試合合計スコア5-3で準々決勝に進出した。準々決勝も同国対決となり広州恒大と対戦。ホームの第1戦を4-0と大勝、しかしアウェイの第2戦で0-4と大敗。2試合合計スコア4-4で延長戦へ。延長戦では両チーム1点ずつ加え合計スコア5-5（延長戦ではアウェーゴールは適用されない）、延長戦でも決着はつかずPK戦5-4で勝利し準決勝に進出した。広州恒大を下し初のベスト4進出を果たす。準決勝でグループステージで1勝1敗であった浦和レッズ（日本）と再度対戦。ホームの第1戦を1-1と引き分けると、アウェイの第2戦は0-1と敗れ、2試合合計スコア1-2で敗れベスト4で敗退となった。リーグ戦では序盤から広州恒大と首位争いを繰り広げていたものの、6月18日に行われた13節広州富力戦で、オスカルが乱闘騒ぎの発端となったとして8試合の出場停止処分を受ける などの影響もあり、昨年を上回る2位で終えたものの広州恒大の7連覇を阻むことはできなかった。国内カップ戦の足协杯では初の決勝進出を果たすが、決勝で宿敵上海申花にアウェーゴール差で敗れ準優勝に終わった。大型補強の甲斐あってリーグ戦2位、足协杯準優勝、ACLベスト4といずれもクラブ史上最高の成績であったものの無冠に終わったとして、11月30日にビラス・ボアスの退任が発表された。2017年は高額投資にも関わらず無冠に終わった上、AFCチャンピオンズリーグ2017では江蘇蘇寧、広州恒大を同士討ちで下しておきながら他国の浦和レッズに敗戦。国内リーグでは前述の乱闘の他にも頻繁に相手チームとのトラブルが発生。カップ戦では圧倒的優位と予想されたダービーで宿敵に敗戦した上、チケット販売で申花側の枚数を制限するなど負の面の話題も多かった。
2018年

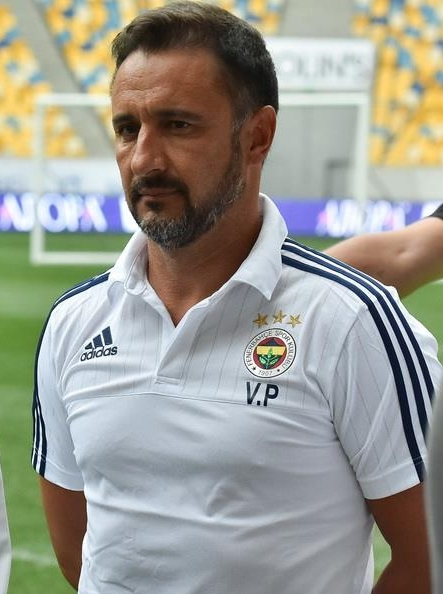
ヴィトール・ペレイラ

新監督にかつてFCポルトでビラス・ボアスのアシスタント経験あるヴィトール・ペレイラを招聘。ペレイラはフッキを新キャプテンに任命し元々キャプテンだった王燊超は副キャプテンに。また昨シーズン所属した韋世豪のレンタル期間満了と北京国安への移籍 レンタル移籍していたコンカの復帰を発表したが最終的にコンカは退団。また同年、サッカー専用の新スタジアム浦東足球場の建設が始まった。AFCチャンピオンズリーグ2018の本戦をかけて3年連続プレーオフラウンドから出場。1月30日、プレーオフラウンドをホームでチェンライ・ユナイテッド（タイ）と戦い1-0で勝利し、本戦出場を果たした。3年連続の3回目の出場となったAFCチャンピオンズリーグ2018のグループリーグで蔚山現代（韓国）、川崎フロンターレ（日本）、メルボルン・ビクトリー（オーストラリア）と対戦し、グループFを2試合を残して突破。3勝2分1敗で1位通過して決勝トーナメントに進出した。初出場から3年連続でプレーオフからの参戦で1試合以上残しグループリーグ通過を決めた。ACL2018のラウンド16で鹿島アントラーズ（日本）と対戦した。アウェイの第1戦を1-3で敗れ、ホームの第2戦を2-1で勝利するも2試合合計スコア3-4で敗れベスト16で敗退した。第1戦はフッキが負傷欠場、第2戦ではエウケソンが負傷欠場と特定外国人への依存を改めて思い知らされた。中国FAカップは準々決勝で北京国安と対戦し、2試合合計スコア3-3、PK戦4-5で敗退した。超級リーグ戦では序盤から好調を維持、北京国安が失速すると広州恒大とのデッドヒートとなったが、直接対決はホームで2-1で勝利すると、11月3日の第28節に敵地で5-4で勝利し、2試合を残して勝ち点差5をつけた。11月7日の第29節ホーム北京人和戦で2-1で勝利し、中国超級リーグ初優勝を決めた。広州恒大の8連覇を阻止した。
2019年
1月28日、武磊のRCDエスパニョール移籍を発表。2月23日、中国FAスーパーカップで北京国安を2-0で破り同大会初優勝。4年連続の4回目の出場となったAFCチャンピオンズリーグ2019のグループリーグで蔚山現代（韓国）、川崎フロンターレ（日本）、シドニーFC（オーストラリア）と対戦し、グループHを2勝3分1敗で2位通過して決勝トーナメントに進出した。ACL2019のラウンド16で全北現代モータース（韓国）と対戦した。ホームの第1戦を1-1で引き分け、アウェイの第2戦も1-1で引き分けで合計スコア2-2、延長戦でも決着つかずPK戦5-3で勝利し準々決勝に進出した。夏の移籍ではエウケソンが広州恒大に復帰。補強面ではウェストハム・ユナイテッドからオーストリア代表のFWアルナウトヴィッチを獲得。ACL2019の準々決勝で浦和レッズ（日本）と対戦し、アウェーゴール差により敗退した。
2020年
コロナウイルスの影響で集中開催になったリーグ戦は江蘇蘇寧、北京国安に敗れ4位に、2016年以来のACL連続出場がストップした。ACL2020ではグループリーグを突破したが、決勝トーナメント1回戦でヴィッセル神戸に0-2で敗退。同年シーズン中にオディル・アフメドフが天津泰達へ移籍、入れ替わりにオーストラリア代表アーロン・ムーイが加入。同年をもってフッキが契約満了で退団。
2021年
クラブ名に会社名を入れないようにするサッカー協会の方針を受けて、チーム名を「上海海港足球倶楽部（上海ポートFC）」へ改名した。
ヴィトール・ペレイラが契約満了で退任。後任にはロイヤル・アントワープからイヴァン・レコを招聘した。
江蘇からDF李昂、NKオシエクからクロアチア人DFマイストロビッチを獲得。最終的にリーグ、カップともに2位に終わった。
2022年
上海ロックダウンの影響で、移動が不可能な状態になった影響で、アジアチャンピオンズリーグ2022を参加辞退。広州FCからDF張琳芃、山東泰山からMF徐新、ギョステペからセネガル人FWエンディアイエ(Pape Cherif Ndiaye)を獲得した。シーズン後半には、武磊がスペインから復帰。さらに武磊のチームメイトだった元アルゼンチン代表MFマティアス・バルガスも加入した。リーグ戦は4位に終わった。
2023年
スペイン人監督ハビエル・ペレイラが就任。第29節で山東泰山と1-1で引き分け、2年ぶりのリーグ優勝を決めた。
AFCチャンピオンズリーグ2023では、プレーオフでBGパトゥム(タイ)に2-3で敗れ敗退した。
この年から、新しい専用スタジアムである浦東足球場の利用を開始。
2024年
ハビエル・ペレイラが退任。後任にはオーストラリア人のケビン・マスカットが就任。全北現代からFWグスタボ、フォルタレーザからMFジュサ、バイーアからMFチッタディー二、深圳から英国育ちの中華台北代表FW沈子貴(Will Donkin)大連人からDF王振澳を獲得した。
超級リーグは、ライバル上海申花とのマッチレースになったが、勝ち点差1で2連覇を決めた。圧倒的な攻撃力を見せ、30試合で25勝、96得点(30失点)得失点差＋66。14連勝、ホームでは14勝1分はいずれも新記録。武磊はキャリア最高の34得点で、自身2度目の得点王、そしてリーグMVP。グスタボが20得点で3位、オスカルは14得点20アシストを記録した。中国FAカップでは、決勝で山東泰山を3-1で破り、3度目の決勝でようやく初優勝＆二冠王となった。
2025年
23年超級リーグ得点王、J2やJ3で得点王経験もあるブラジル人FWレオナルド、クルゼイロから元ブラジルU23代表MFマテウス・ヴィタウ、モレイレンセからブラジル人MFガブリエルジーニョを獲得。しかし、長くチームを支えたオスカル(→サンパウロFC)、ヴァルガス(→アルファティフFC)が退団。武磊は負傷で序盤戦を長期欠場するなど、序盤戦は苦戦。ACL-Eでも決勝トーナメント進出したが、横浜Fマリノスに2連敗で敗退した。

## タイトル

### 国内タイトル
- 中国超級リーグ：3回
  - 2018, 2023, 2024
- 中国甲級リーグ：1回
  - 2012
- 中国乙級リーグ：1回
  - 2007
- 中国FAスーパーカップ：1回
  - 2019

### 表彰
中国サッカー協会
- 最優秀選手賞
  - 2018 -  武磊

超級リーグ
- 得点王
  - 2018 -  武磊
- 国内得点王
  - 2013 -  武磊
  - 2014 -  武磊
  - 2015 -  武磊
  - 2016 -  武磊
  - 2017 -  武磊[17]
  - 2018 -  武磊
- ベストイレブン
  - 2014 -  武磊
  - 2015 -  ダリオ・コンカ,  武磊
  - 2016 -  武磊
  - 2017 -  顔駿凌,  王燊超,  武磊,  フッキ[18]
  - 2018 -  顔駿凌,  オスカル,  武磊,  フッキ
- 最優秀ゴールキーパー賞
  - 2017 -  顔駿凌[19]
  - 2018 -  顔駿凌
- フェアプレー賞
  - 2013

## 過去の成績

### 国内リーグ・カップ戦
| シーズン | リーグ     | 試 | 勝 | 分 | 敗 | 得 | 失 | 差  | 点 | 順位 | FAカップ     | ホームスタジアム   |
| -------- | ---------- | -- | -- | -- | -- | -- | -- | --- | -- | ---- | ------------ | ------------------ |
| 2006     | 乙級リーグ | 16 | 3  | 5  | 8  | 26 | 29 | −3  | 14 | 7位  | -            | 上海根宝足球基地   |
| 2007     | 乙級リーグ | 17 | 11 | 4  | 2  | 35 | 15 | +20 | 30 | 1位  | -            | 上海根宝足球基地   |
| 2008     | 甲級リーグ | 24 | 7  | 7  | 10 | 26 | 30 | −4  | 28 | 6位  | -            | 金山体育中心       |
| 2009     | 甲級リーグ | 24 | 13 | 5  | 6  | 43 | 25 | +18 | 44 | 4位  | -            | 上海体育場         |
| 2010     | 甲級リーグ | 24 | 9  | 10 | 5  | 25 | 18 | +7  | 37 | 4位  | -            | 上海体育場         |
| 2011     | 甲級リーグ | 26 | 7  | 11 | 8  | 29 | 25 | +4  | 32 | 9位  | 2回戦敗退    | 上海体育場         |
| 2012     | 甲級リーグ | 30 | 17 | 8  | 5  | 47 | 25 | +22 | 59 | 1位  | 3回戦敗退    | 上海体育場         |
| 2013     | 超級リーグ | 30 | 10 | 7  | 13 | 38 | 35 | +3  | 37 | 9位  | 4回戦敗退    | 上海体育場         |
| 2014     | 超級リーグ | 30 | 12 | 12 | 6  | 47 | 39 | +8  | 48 | 5位  | 3回戦敗退    | 上海体育場         |
| 2015     | 超級リーグ | 30 | 19 | 8  | 3  | 63 | 35 | +28 | 65 | 2位  | 準々決勝敗退 | 上海体育場         |
| 2016     | 超級リーグ | 30 | 14 | 10 | 6  | 56 | 32 | +24 | 52 | 3位  | 4回戦敗退    | 上海体育場         |
| 2017     | 超級リーグ | 30 | 17 | 7  | 6  | 72 | 39 | 33  | 58 | 2位  | 準優勝       | 上海体育場         |
| 2018     | 超級リーグ | 30 | 21 | 5  | 4  | 77 | 33 | +44 | 68 | 1位  | 準々決勝敗退 | 上海体育場         |
| 2019     | 超級リーグ | 30 | 20 | 6  | 4  | 62 | 26 | +38 | 66 | 3位  | 準決勝敗退   | 上海体育場         |
| 2020     | 超級リーグ | 14 | 10 | 2  | 2  | 26 | 11 | 15  | 32 | 4位  | 2回戦敗退    | 上海浦東源深体育場 |

※2020シーズンは新型コロナウイルス感染拡大の影響により、8チームずつ2つのグループに分かれて予選を行い、各グループ上位4チーム計8チームが優勝を争う決勝トーナメントに、下位4チーム計8チームが降格を争う残留プレーオフに進む形で開催された。

### 国際大会
2021年6月24日時点
| シーズン | 大会                    | ラウンド         | 対戦相手                 | ホーム | アウェイ   |
| -------- | ----------------------- | ---------------- | ------------------------ | ------ | ---------- |
| 2016     | AFCチャンピオンズリーグ | プレーオフ       | ムアントン・ユナイテッド | 3–0    | –          |
| 2016     | AFCチャンピオンズリーグ | グループステージ | メルボルン・ビクトリー   | 3–1    | 1–2        |
| 2016     | AFCチャンピオンズリーグ | グループステージ | 水原三星ブルーウィングス | 2–1    | 0–3        |
| 2016     | AFCチャンピオンズリーグ | グループステージ | ガンバ大阪               | 2–1    | 2–0        |
| 2016     | AFCチャンピオンズリーグ | ベスト16         | FC東京                   | 1–0    | 1–2        |
| 2016     | AFCチャンピオンズリーグ | 準々決勝         | 全北現代モータース       | 0–0    | 0–5        |
| 2017     | AFCチャンピオンズリーグ | プレーオフ       | スコータイ               | 3–0    | –          |
| 2017     | AFCチャンピオンズリーグ | グループステージ | FCソウル                 | 4–2    | 1–0        |
| 2017     | AFCチャンピオンズリーグ | グループステージ | ウェスタン・シドニー     | 5–1    | 2–3        |
| 2017     | AFCチャンピオンズリーグ | グループステージ | 浦和レッズ               | 3–2    | 0–1        |
| 2017     | AFCチャンピオンズリーグ | ベスト16         | 江蘇蘇寧                 | 2–1    | 3–2        |
| 2017     | AFCチャンピオンズリーグ | 準々決勝         | 広州恒大                 | 4–0    | 1–5        |
| 2017     | AFCチャンピオンズリーグ | 準決勝           | 浦和レッズ               | 1–1    | 0–1        |
| 2018     | AFCチャンピオンズリーグ | プレーオフ       | チェンライ・ユナイテッド | 1–0    | –          |
| 2018     | AFCチャンピオンズリーグ | グループステージ | メルボルン・ビクトリー   | 4–1    | 1–2        |
| 2018     | AFCチャンピオンズリーグ | グループステージ | 川崎フロンターレ         | 1-0    | 2-2        |
| 2018     | AFCチャンピオンズリーグ | グループステージ | 蔚山現代                 | 2–2    | 1–0        |
| 2018     | AFCチャンピオンズリーグ | ベスト16         | 鹿島アントラーズ         | 2–1    | 1–3        |
| 2019     | AFCチャンピオンズリーグ |                  |                          |        |            |
| 2019     | AFCチャンピオンズリーグ | グループステージ | 川崎フロンターレ         | 1-0    | 2-2        |
| 2019     | AFCチャンピオンズリーグ | グループステージ | 蔚山現代                 | 5-0    | 0-1        |
| 2019     | AFCチャンピオンズリーグ | グループステージ | シドニーFC               | 2–2    | 3-3        |
| 2019     | AFCチャンピオンズリーグ | ベスト16         | 全北現代モータース       | 1-1    | 1–1 (p5-3) |
| 2019     | AFCチャンピオンズリーグ | 準々決勝         | 浦和レッズ               | 2-2    | 1-1 (a1-2) |
| 2020     | AFCチャンピオンズリーグ | プレーオフ       | ブリーラム・ユナイテッド | 3-0    | –          |
| 2020     | AFCチャンピオンズリーグ | グループステージ | シドニーFC               | 0-4    | 2-1        |
| 2020     | AFCチャンピオンズリーグ | グループステージ | 全北現代モータース       | 0-2    | 2-1        |
| 2020     | AFCチャンピオンズリーグ | グループステージ | 横浜F・マリノス          | 0-1    | 2-1        |
| 2020     | AFCチャンピオンズリーグ | ベスト16         | ヴィッセル神戸           | 0-2    |            |
| 2021     | AFCチャンピオンズリーグ | プレーオフ       | カヤ・イロイロ           | 0-1    | –          |

## 現所属メンバー

### スカッド（国内リーグ戦・カップ戦）
2025年7月22日現在
注：選手の国籍表記はFIFAの定めた代表資格ルールに基づく。
| No. | Pos. |                | 選手名                            |
| --- | ---- | -------------- | --------------------------------- |
| 1   | GK   | 中華人民共和国 | 顔駿凌                            |
| 2   | DF   | 中華人民共和国 | 李昂                              |
| 3   | DF   | 中華人民共和国 | ティアス・ブラウニング （蒋光太） |
| 4   | DF   | 中華人民共和国 | 王燊超                            |
| 5   | DF   | 中華人民共和国 | 張琳芃                            |
| 6   | MF   | 中華人民共和国 | 徐新                              |
| 7   | FW   | 中華人民共和国 | 武磊                              |
| 10  | MF   | ブラジル       | マテウス・ヴィタウ                |
| 11  | FW   | 中華人民共和国 | 呂文君                            |
| 12  | GK   | 中華人民共和国 | 陳威                              |
| 13  | DF   | 中華人民共和国 | 魏震                              |
| 14  | FW   | 中華人民共和国 | 李聖龍                            |
| 15  | DF   | 中華人民共和国 | 明天                              |
| 19  | DF   | 中華人民共和国 | 王振澳                            |
| 20  | MF   | 中華人民共和国 | 楊世元                            |
| 21  | FW   | スペイン       | オスカル・メレンド                |
| 22  | MF   | ブラジル       | マテウス・ジュッサ                |

| No. | Pos. |                | 選手名                                            |
| --- | ---- | -------------- | ------------------------------------------------- |
| 23  | DF   | 中華人民共和国 | 傅歓                                              |
| 25  | GK   | 中華人民共和国 | 杜佳                                              |
| 26  | FW   | 中華人民共和国 | 劉若釩                                            |
| 27  | FW   | 中華人民共和国 | 馮勁                                              |
| 29  | DF   | 香港           | アレクサンダー・ジョジョ （亜歴斯祖）             |
| 30  | FW   | ブラジル       | ガブリエルジーニョ (モレイレンセFCからローン移籍) |
| 32  | DF   | 中華人民共和国 | 李帥                                              |
| 36  | MF   | 中華人民共和国 | アブラハン・ハリク                                |
| 40  | DF   | 中華人民共和国 | ウミジャン・ユスプ                                |
| 41  | DF   | 中華人民共和国 | 王晶磊                                            |
| 45  | FW   | ブラジル       | レオナルド                                        |
| 47  | MF   | 中華人民共和国 | 蒯紀聞                                            |
| 49  | FW   | 中華人民共和国 | 李新翔                                            |
| 50  | DF   | 中華人民共和国 | 王逸偉                                            |
| 51  | DF   | 中華人民共和国 | 劉鉄誠                                            |
| 52  | MF   | 中華人民共和国 | 孟敬朝                                            |
| 53  | GK   | 中華人民共和国 | 李智良                                            |

監督
- ケヴィン・マスカット

### 国内リーグ戦・カップ戦に未登録の選手
注：選手の国籍表記はFIFAの定めた代表資格ルールに基づく。
| No. | Pos. |          | 選手名     |
| --- | ---- | -------- | ---------- |
| 9   | FW   | ブラジル | グスタヴォ |

### ローン移籍
注：選手の国籍表記はFIFAの定めた代表資格ルールに基づく。
| No. | Pos. |                | 選手名                          |
| --- | ---- | -------------- | ------------------------------- |
|     | DF   | 中華人民共和国 | 鮑世蒙 (蘇州東呉)               |
|     | DF   | 中華人民共和国 | 賀慣 (武漢三鎮)                 |
|     | DF   | 中華人民共和国 | 李浩然 (南通支雲)               |
|     | DF   | 中華人民共和国 | 向栄峻 (広西平果)               |
|     | MF   | 中華人民共和国 | 陳序煌 (梅州客家)               |
|     | FW   | 中華人民共和国 | 劉小竜 (青島西海岸)             |
|     | FW   | 中華人民共和国 | 劉祝潤 (大連英博)               |
|     | FW   | 中華人民共和国 | アフレデン・アスケル (長春亜泰) |

## ダービーマッチ
同じ上海に本拠地を置く上海申花との対戦は上海ダービーとなる。

## 歴代監督
- クロード・ロウィッツ（英語版） 2006
- 蔣炳堯（中国語版） 2007-2009（1度目）
- 范志毅 2010
- 蔣炳堯（中国語版） 2011-2012（2度目）
- 高洪波 2013
- 奚志康（英語版） 2014
- スヴェン＝ゴラン・エリクソン 2015-2016
- アンドレ・ビラス・ボアス 2017
- ヴィトール・ペレイラ 2018-2020
- イヴァン・レコ 2021-2022
- 奚志康（英語版） 2022-2023（代行）
- ハビエル・ペレイラ（英語版） 2023
- ケヴィン・マスカット 2024-

## 歴代所属選手

### GK
- 顔駿凌 2007-

### DF
- 王燊超 2006-
- 張衛 2013-
- キム・ジュヨン 2015-2016
- 孫祥 2015-
- 石柯 2015-
- リカルド・カルバーリョ 2017

### MF
- 蔡慧康 2006-
- 汪佳捷 2010-
- 孫峻崗 2014-
- ダリオ・コンカ 2015-2018
- ダヴィ 2015
- 于海 2015-
- オディル・アフメドフ 2017-
- オスカル 2017-
- アーロン・ムーイ 2020-

### FW
- 武磊 2006-2019
- イマド・ハリリ 2014
- トビアス・ヒーセン 2014-2015
- アサモア・ギャン 2015-2017
- ジャン・エヴラール・クアシ 2015-2016
- フッキ 2016-2020
- エウケソン 2016-2019
- マルコ・アルナウトヴィッチ 2019-